# Raines
Raines (2007) – amerykański serial kryminalno-dramatyczny stworzony przez Grahama Yosta oraz zrealizowany przez Nemo Films i NBC Universal Television Studio.
Premiera serialu odbyła się w Stanach Zjednoczonych 15 marca 2007 na amerykańskim kanale NBC. Ostatni siódmy odcinek serialu został wyemitowany 27 kwietnia 2007.
Dnia 14 maja 2007 stacja NBC ogłosiła, że serial Raines został anulowany po pierwszym sezonie.

## Opis fabuły
Serial opisuje perypetie ekscentrycznego detektywa Michaela Rainesa (Jeff Goldblum), który pracuje w policji w Los Angeles. Swoją wyjątkową wyobraźnię mężczyzna wykorzystuje na prowadzonych sprawach, co prowadzi do tego, iż ofiary morderstw ukazują mu się na oczy.

## Obsada
- Jeff Goldblum jako detektyw Michael Raines
- Matt Craven jako kapitan Daniel Lewis
- Nicole Sullivan jako Carolyn Crumley
- Linda Park jako oficer Michelle Lance
- Dov Davidoff jako oficer Remi Boyer
- Malik Yoba i Luis Guzmán jako Charlie Lincoln
- Madeleine Stowe jako doktor Samantha Kohl

## Odcinki
| № | Nr | Tytuł                | Premiera (NBC)   |
| - | -- | -------------------- | ---------------- |
| 1 | 1  | Pilot                | 15 marca 2007    |
| 2 | 2  | Meet Juan Doe        | 22 marca 2007    |
| 3 | 3  | Reconstructing Alice | 30 marca 2007    |
| 4 | 4  | Stone Dead           | 6 kwietnia 2007  |
| 5 | 5  | 5th Step             | 13 kwietnia 2007 |
| 6 | 6  | Inner Child          | 20 kwietnia 2007 |
| 7 | 7  | Closure              | 27 kwietnia 2007 |